# Auslandseinsatz (Film)
Auslandseinsatz ist ein deutscher Fernsehfilm, der am 17. Oktober 2012 im Ersten gesendet wurde. Er spielt vor dem Hintergrund der deutschen Beteiligung am Krieg in Afghanistan. Drei junge Soldaten, gespielt von Max Riemelt, Hanno Koffler und Omar El-Saeidi, verstricken sich trotz ihrer Bemühungen, nur humanitäre Hilfe leisten zu wollen, immer tiefer in tödliche Konflikte zwischen der afghanischen Bevölkerung, den Taliban und der US-Army. Weitere wichtige Rollen spielen Bernadette Heerwagen als Entwicklungshelferin Anna Wöhler und Devid Striesow als Hauptmann Herbert Glowalla.

## Handlung
Eine Gruppe von Soldaten auf Zeit der Bundeswehr wird zum ISAF-Einsatz nach Afghanistan geschickt. Auch Daniel Gerber, Ronnie Klein und Emal Demir gehören zu den Abkommandierten. Zu ihnen gesellt sich noch die junge Ärztin Sarah Schulz. Kurz nach der Ankunft an ihrem Standort reagieren die unerfahrenen Männer nervös, als ein Mann mit einem Esel in einem als Gefahrenbereich gekennzeichneten Landstrich auftaucht und auf Anrufe nicht reagiert. Ihre in Anschlag gebrachten Gewehre benötigen sie zu ihrer Erleichterung jedoch nicht, da der Mann mit seinem Esel weitergeht. Die erstmals in Afghanistan eingesetzten Soldaten finden es krass, dass es so ein Leben, wie ihnen hier vor Augen geführt wird, noch gibt. An ihrem Einsatzort lernen sie die junge Lehrerin Anna Wöhler kennen. Sie unterrichtet die Jungen des Dorfes Milanh. Als Gerber, Klein und Demir sich beim Bürgermeister ihres Einsatzortes vorstellen, will er wissen, ob Demir Afghane sei. Demir erwidert, dass er in Kabul geboren worden sei. Der Bürgermeister des kleinen Dorfes spricht ein wenig deutsch, so viel wie Anna ihm beigebracht habe, erzählt er. Hilfe lehnt er grundsätzlich ab und meint, dass seine Landsleute sehr stolz seien. Anna mischt sich ein und weist darauf hin, dass man Hilfe gut gebrauchen könne, um die zerstörte Schule wieder aufzubauen. Damit ist Bürgermeister Jamil einverstanden. Daniel Gerber, der Ranghöchste der drei, will das mit seinem Vorgesetzten besprechen. Jamil meint noch zu Gerber: „Besitz macht die Herzen klein.“ Die ihm übergebenen Lebensmittel würden gerecht unter seinen Landsleuten aufgeteilt, verspricht er. Anna bittet die jungen Soldaten, sie ein Stück mit dem Wagen mitzunehmen, als eine junge ziemlich verzweifelt erscheinende Frau angerannt kommt und auch mitgenommen werden möchte. Die Soldaten reagieren nervös, die junge Frau muss zurückbleiben. Daniel Gerber gibt die Devise seiner vorgesetzten Dienststelle weiter: „Keinerlei Einmischung.“ Von Anna erfahren die Männer, dass die Taliban Tara, so ist ihr Name, zwei Finger abgeschnitten hätten, weil sie sich die Fingernägel lackiert habe. Gerber, Klein und Demir können kaum glauben, was sie da hören.
Während einer ihrer Fahrten zum Dorf geraten die drei Soldaten in einen Hinterhalt. Ein blutjunges Mädchen in der Nähe eines Brunnens schreit um Hilfe, während auf sie geschossen wird. Oberfeldwebel Gerber versucht sie noch aus der Gefahrenzone zu ziehen, jedoch zu spät, sie ist tot. Gerber macht später seinem Unmut gegenüber seinem Vorgesetzten Hauptmann Herbert Glowalla Luft, der auf eine Nachfrage der Presseabteilung, was los gewesen sei, lanciert, dass es sich um eine Falschmeldung gehandelt habe und alles in Ordnung sei. Von Emal Demir erfahren die Freunde, dass seine Mutter in Afghanistan als Lehrerin gearbeitet habe. Als die Taliban das Land dann besetzten, durften Frauen dieses Amt nicht mehr ausüben. Eigentlich durften Frauen ab diesem Zeitpunkt überhaupt nichts mehr. Eines Morgens hätten zwei von ihnen vor der Tür gestanden, zwei Schüsse seien gefallen und seine Mutter sei sofort tot gewesen. In einem Gespräch zwischen Glowalla und Gerber sind beide sich einig, dass der Tod von Kindern das Schlimmste überhaupt sei, was passieren könne, als sie über den Fall des Mädchens vom Brunnen sprechen, das von Taliban-Kämpfern erschossen wurde. Glowalla meint, dass es den Taliban egal sei, wie viele ihrer eigenen Landsleute durch ihre Aktionen ihr Leben verlieren würden. Die Taliban würden keine Bildung, sondern eine Diktatur im Gewand einer Religion bieten. Weiter äußert er zu Gerber, wenn sie, die Soldaten, das Land verließen, hätten die Taliban gewonnen und die Mehrzahl der Afghanen verloren. Als Gerber sich einige Zeit später mit Anna Wöhler unterhält, versichert sie ihm, dass sie von den Menschen in diesem Land und ihrer Würde sowie ihrer Großzügigkeit beeindruckt sei. Anna ist der Ansicht, dass die Hilfe der Soldaten den Menschen immerhin das Gefühl gebe, dass die Welt sie nicht völlig im Stich lasse. Emal meint, das sei immer noch viel zu wenig, Daniel und Ronnie sind unterschiedlicher Auffassung über das, was man im Land leisten könne. Alle vier sind sich ihrer Machtlosigkeit bewusst und wissen, dass alles, was sie hier tun, nur Stückwerk sein kann. Auf Daniels Frage, was mit den Mädchen sei, warum diese die Schule nicht besuchen würden, entgegnet Anna nur bedauernd, dass man hier nicht in Kunduz oder Kabul sei. Als Emal aus dem Koran zitiert, steht der Malik des Dorfes auf und meint, ein deutscher Soldat, der mal Afghane gewesen sei, müsse ihm nicht den Koran erklären. Er versucht seinerseits zu vermitteln, dass man dem Menschen etwas geben müsse, damit er sich ändert. Die Taliban seien Warlords. Die Felder, die den Besatzern ein Dorn im Auge seien, seien die Haupteinnahmequelle sowohl für die Taliban als auch für die Bauern. Die Soldaten sollten die Mohnfelder bewachen, dann würde er dafür sorgen, dass auch die Mädchen die Schule besuchen dürften.
Als die Soldaten anderentags zur Schule im Dorf kommen, ist alles totenstill. Von Emal will man wissen, ob heute ein muslimischer Feiertag sei, was er verneint. Dann erscheint ein Afghane und fordert die Soldaten auf, mit ihm zu kommen. An einem Grab haben sich alle Menschen des Dorfes versammelt. Jamils Sohn Yasin ist getötet worden. Er hatte Vieh gehütet, als ihn jemand mit einem Kopfschuss tötete. Klein, der eine freundschaftliche Beziehung zu dem Jungen aufgebaut hatte, ist fassungslos. Es heißt, Yasin sei von einem amerikanischen Soldaten getötet worden, die Amerikaner hätten eine militärische Operation durchgeführt und seien dann abgerückt. Es gab einen Augenzeugen, Yasins Bruder Asib. Wie sich herausstellt, wurde Yasin „ausgeschaltet“, weil er direkt auf das Versteck der Delta Force Einheit zulief, es habe keine andere Möglichkeit gegeben. Später muss Gerber den Malik wider besseres Wissen anlügen, als der ihn fragt, ob er etwas über den Tod von Yasin habe herausfinden können. Ein weiteres Problem tut sich auf, als Anna Wöhler Emal Demir um Hilfe für die junge Tara bittet, die einem Talib versprochen sei. Die Taliban würden demnächst kommen und Tara abholen. Eindringlich setzt sich Anna für die junge Frau ein, der man unbedingt helfen müsse. Als Demir Hauptmann Glowalla informiert, stimmt dieser ihm zu, dass man der Frau eigentlich helfen müsste. Allerdings würden sie gegen Ende der Woche an einen neuen Einsatzort versetzt werden. Emal bittet seine Freunde mitzuhelfen Tara in eine größere Stadt zu bringen, wo sie auf die Internationale Schule gehen könne. Daniel Gerber beruft sich auf die Dienstvorschriften, was seine Freunde Emal und Ronnie nicht nachvollziehen können. Emal meint, dass er gestern noch gedacht habe, dass man hier etwas Sinnvolles leiste, aber heute wisse er gar nichts mehr. Als die jungen Soldaten an diesem Abend zurück zu ihrer Basis wollen, wird das unmöglich, da eine Brücke gesprengt worden ist. So schlagen sie ihr Lager in der Schule auf. In der Nacht hören sie Schüsse, die aus dem Dorf kommen, welches von den Taliban angegriffen wird. Die Taliban haben Anna, Tara und Emal entführt. Von ihrer Einsatzleitung erhalten Daniel Gerber und Ronnie Klein den Befehl, erst einmal abzuwarten. Ronnie will nicht warten und widersetzt sich, wodurch es zum Streit zwischen ihm und Daniel kommt. Ronnie nimmt die Verfolgung der Taliban sofort auf, woraufhin Daniel bei einem erneuten Befehl durch die Einsatzleitung so tut, als sei die Verbindung unterbrochen, so dass er nichts hören könne. Zusammen mit Ronnie setzt er die Verfolgung fort. In einer Höhle entdecken sie das Versteck der Taliban und sehen, dass die Männer Anna festgebunden haben. Sie zwingen sie, etwas vorzulesen. Anna ist ganz offensichtlich misshandelt worden. Nachdem die junge Frau die letzten Worte beendet hat, töten die Männer sie mit einem Genickschuss. In einer Nische der Höhle befinden sich Emal und Tara, die beide gefesselt und geknebelt sind. Als Emal erfährt, dass die Taliban Anna hingerichtet haben, verliert er die Kontrolle und stürmt auf die Männer zu. Es gelingt ihm, einige von ihnen zu erschießen, bevor er selbst niedergestreckt wird. In dem allgemeinen Durcheinander gelingt es den beiden jungen Soldaten, Tara loszubinden und zu dritt zu fliehen.
Hauptmann Glowalla muss Daniel Gerber mitteilen, dass er nichts mehr für ihn tun könne, sein Befehl sei eindeutig gewesen. Gerber, der alle Schuld auf sich genommen und behauptet hat, dass Klein nichts mit seinem Entschluss zu tun gehabt habe, wird wegen Gehorsamsverweigerung aus der Bundeswehr entlassen. Glowalla äußert zum Abschied, dass er ihm als Privatperson Anerkennung zolle und er seinen vollen Respekt habe. Sarah Schulz lässt Daniel wissen, dass fast alle Soldaten hier denken würden, er hätte das Richtige getan, auch sie denke das. Immerhin konnte Tara den Taliban entkommen und befindet sich nun in Kabul, wo sie die Internationale Schule besuchen wird.
Die Schlussszene zeigt Asib, der, um seinen Bruder Yasin beraubt, einen Selbstmordanschlag auf einen US-Konvoi verübt.

## Produktion

### Produktionsnotizen, Dreharbeiten, Hintergrund
Auslandseinsatz wurde von Relevant Film gemeinsam mit Degeto Film und dem WDR produziert. Gedreht wurde vom 4. Oktober bis 15. November 2011 in Marokko sowie Köln und Umgebung. Der Film wurde gefördert durch die Film- und Medienstiftung NRW Filmförderung Hamburg-Schleswig-Holstein BKM.
Bei den zum Großteil in Marokko entstandenen Dreharbeiten herrschten oft über 40 Grad Hitze, was für die Schauspieler, die mit kiloschwerer Montur drehen mussten, nicht immer einfach aber auch eine ganz neue Erfahrung war. Für die Dreharbeiten mussten marokkanische Panzer denen der Bundeswehr angeglichen und mit deutschen Flaggen versehen werden. Auch war es nicht einfach, Waffen und Munition in das nordafrikanische Land einzuführen, wofür nicht nur diverse Genehmigungsverfahren in Gang gesetzt, sondern auch Geldleistungen erbracht werden mussten. Die afghanischen Dorfbewohner im Film werden von Marokkanern dargestellt. Ein Trainer mühte sich, ihnen die in Afghanistan geläufige Sprache Paschtu beizubringen.
Die Zeitschrift Hörzu schrieb in ihrer Reportage zum Film, dass der Film thematisiere, was deutsche Soldaten bei ihrem Einsatz teilweise erleben würden, vor allem, wenn sie in Provinzen eingesetzt seien, in denen Fundamentalisten die Oberhand hätten, wie beispielsweise Kunduz, Darreh, Chabar oder Baghlan. Das Drehbuch, das sich im Rahmen von sechs Jahren entwickelte, berücksichtigte zahlreiche mit Soldaten im Land geführte Interviews. Zum Beispiel wurde die strikte Regel aufgegriffen, sich nicht in innerafghanische Angelegenheiten einzumischen. Von einem Soldaten erfuhren sie, dass seine Nachforschungen nach dem Verbleib einer afghanischen Dolmetscherin ergaben, dass sie gesteinigt werden sollte, was dem Mann auch nach vier Jahren noch Tränen in die Augen trieb.
Dem Film ist ein Vorwort vorangestellt, das folgendermaßen beginnt: »Auslandseinsatz« ist der erste deutsche Fernsehfilm, der sich konkret mit dem Einsatz der Bundeswehr in Afghanistan auseinandersetzt und vom Leben und der Arbeit deutscher Soldatinnen und Soldaten vor Ort erzählt. Der WDR bleibt damit seiner Tradition, sich mit aktuellen, brisanten, politischen Themen zu beschäftigen, treu.
Max Riemelt hatte bereits im Film Snipers Valley – Mörderischer Frieden (2007) einen deutschen Soldaten im Kosovo-Einsatz gespielt. Hanno Koffler war zuvor für seine Rolle in Nacht vor Augen (2008) als traumatisiert aus Afghanistan zurückgekehrter deutscher Soldat mehrfach ausgezeichnet worden.

### Veröffentlichung
Die Uraufführung des Films fand am 2. Juli 2012 auf dem Filmfest München im Rahmen der Reihe Neues Deutsches Fernsehen statt.
Im Anschluss an die Erstausstrahlung in der Reihe Filmmittwoch im Ersten am 17. Oktober 2012 strahlte Das Erste die Talkshow Anne Will mit dem Thema Auslandseinsatz Afghanistan – war es die Opfer wert? aus.
Seit dem 30. November 2012 gibt es den Film auf DVD, herausgegeben von Dynasty Film (Intergroove). Als Extras sind auf der DVD Interviews enthalten.

### Tatsächlicher Hintergrund
Der Krieg in Afghanistan umfasst eine Reihe von zusammenhängenden bewaffneten Konflikten, die seit 1978 in dem Land andauern. Der Krieg in Afghanistan seit 2001 ist die jüngste Phase des seit 1978 andauernden afghanischen Konflikts. Die afghanische Zentralregierung ist seit 2003 zunehmend Angriffen durch häufig als „Neo-Taliban“ bezeichnete Guerilla-Gruppen ausgesetzt. Im Februar 2010 betrieben die NATO und die Afghanische Nationalarmee in Afghanistan etwa 700 Militärstützpunkte.

## Rezeption

### Einschaltquote
Auslandseinsatz wurde bei der Erstausstrahlung von 3,69 Millionen Zuschauern gesehen, was einem Marktanteil von 11,8 % entsprach.

### Kritik
„Endemanns behutsame, detailversessene Inszenierung und die ruhige, stoische Präsenz von Vedat Erincin als Dorfoberhaupt erzeugen hier eine eindrückliche Vorstellung davon, wie viel Vertrauen schon zerstört wurde zwischen diesen Parteien – und wie langsam und mühevoll es zurückzugewinnen wäre. Aber ganz Afghanistan und der ganze Krieg zusammen in einer Fernsehproduktion: Das ist einfach zu viel. Ein wenig mehr Mut zum Besonderen, zur Lücke hätte dem Film gut getan.“

„Doch erscheint das Urteil vom heimeligen Sofa aus schnell wohlfeil. Der Film zeigt, dass es in seinen Extremsituationen kein abwägendes Sowohl-als-auch gibt, sondern ständig klare Kante gefragt ist und weitreichende Entscheidungen getroffen werden müssen. Die schauspielerischen Einzelleistungen wiegen die Last der Konstruktion vielfach auf: Wie etwa Max Riemelt hier einen Menschen zeigt, der in dieser für deutsche Streitkräfte immer noch ungewohnten Situation aus Idealismus Berufssoldat werden möchte, ist bestechend. Auch den erklärten Anspruch des Regisseurs Till Endemann, den Film eher dokumentarisch als inszeniert zu gestalten, sieht man erfreulich eingelöst, indem er weitgehend auf emotionalisierende Mittel in Bild und Ton verzichtet.“

„Afghanistankrieg zur besten Sendezeit“ titelte Zeit Online und meinte:

„Der TV-Film zeigt viele Klischees, stellt aber die richtigen Fragen.“

Der TV-Kritiker und Medienjournalist Rainer Tittelbach kam zu dem Urteil:

„So viel Physis war selten im deutschen Fernsehen. […] Die Schauspieler nehmen den Zuschauer an die Hand, führen ihn durch die Fremde, durch das unwegsame Gelände eines im deutschen Fernsehen nicht existenten Genres. Ein ebenso authentisches, packendes wie brutal realistisches Kriegsdrama! […] Fazit: ‚Auslandeinsatz‘ [sic] ist ein ebenso authentisches wie packendes Kriegsdrama, das Psychologie, Politik und das Physische, ohne das auch ein TV-Film heute nicht mehr funktioniert, in ein ideales Spannungsfeld bringt.“

Die Zeitschrift TV Spielfilm gab die Höchstwertung von fünf Sternen. Ihr Fazit lautete:

„Couragiertes Drama, ehrlich und differenziert“

Joachim Käppner von der Süddeutschen versuchte sich vorzustellen, was in den jungen Soldaten während eines solchen Einsatzes vor sich geht, und fasste sein Urteil mit den Worten zusammen:

„Dennoch ist ‚Auslandseinsatz‘ ein atmosphärisch dichter, gelungener Film; er zeigt auf allen Seiten Menschen vor Entscheidungen, auf die sie nichts und niemand vorbereitet hat. Vor allem schildert er Soldaten in einem unvorstellbar fremden Land, die sich sehr bald die Frage stellen: Was tun wir hier eigentlich? Welchen Sinn hat es? Und wenn es überhaupt Sinn hat, warum wollen wir dann so schnell wie möglich abziehen?“

Der Kritiker der Fernsehzeitschrift Hörzu war der Ansicht, dass der Film „differenziertes und vielschichtiges Bildungsfernsehen im besten Sinne“ biete, auch wenn er „viele Fragen“ aufwerfe und „keine einfachen Antworten“ gebe:

„Komplex, packend, schonungslos, unbequem: Der Film geht unter die Haut. Großartig!“

Die Fernsehzeitschrift Gong vergab fünf von sechs Sternen, was dem Urteil „sehr gut“ entspricht und fasste zusammen:

„Ein authentisches, packendes wie brutal realistisches Kriegsdrama mit überzeugenden Hauptdarstellern. Das Afghanistan-Dilemma, sehr spannend verpackt.“